# Данбар (Западная Виргиния)
Данбар (англ. Dunbar) — город в округе Канова в штате Западная Виргиния США. По данным переписи 2020 года, численность населения составляла 7480 человек.

## Население
| 2010 | 2020  |
| ---- | ----- |
| 7907 | ↘7480 |